# Villa Poma
Villa Poma é uma comuna italiana da região da Lombardia, província de Mântua, com cerca de 2.029 habitantes. Estende-se por uma área de 14 km², tendo uma densidade populacional de 145 hab/km². Faz fronteira com Magnacavallo, Pieve di Coriano, Poggio Rusco, Revere, San Giovanni del Dosso, Schivenoglia.

## Demografia
| Variação demográfica do município entre 1861 e 2011                               |
|                                                                                   |
| Fonte: Istituto Nazionale di Statistica (ISTAT) - Elaboração gráfica da Wikipedia |